# Pont roulant
Pour les articles homonymes, voir Pont roulant (homonymie).

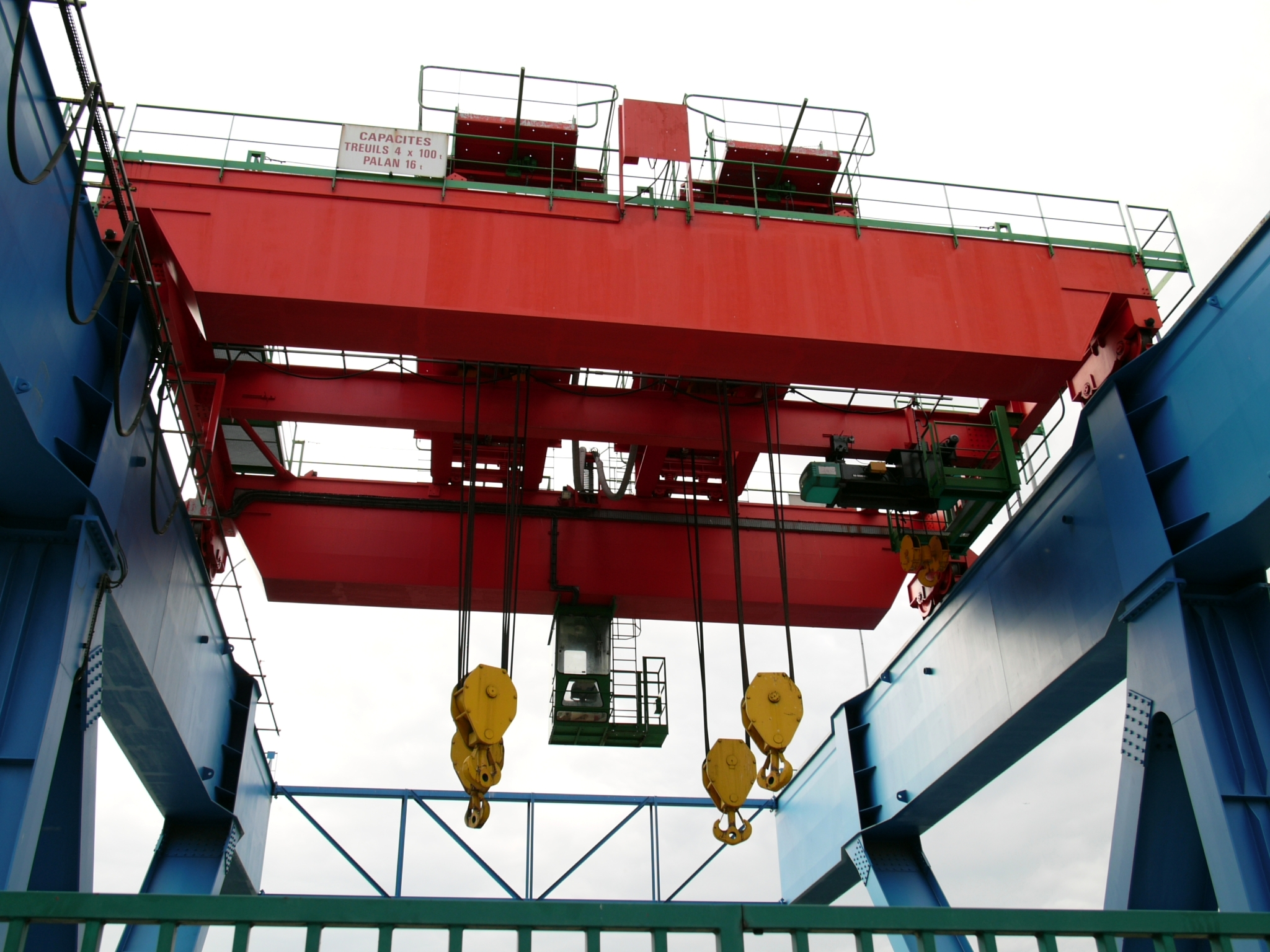
Un pont roulant.

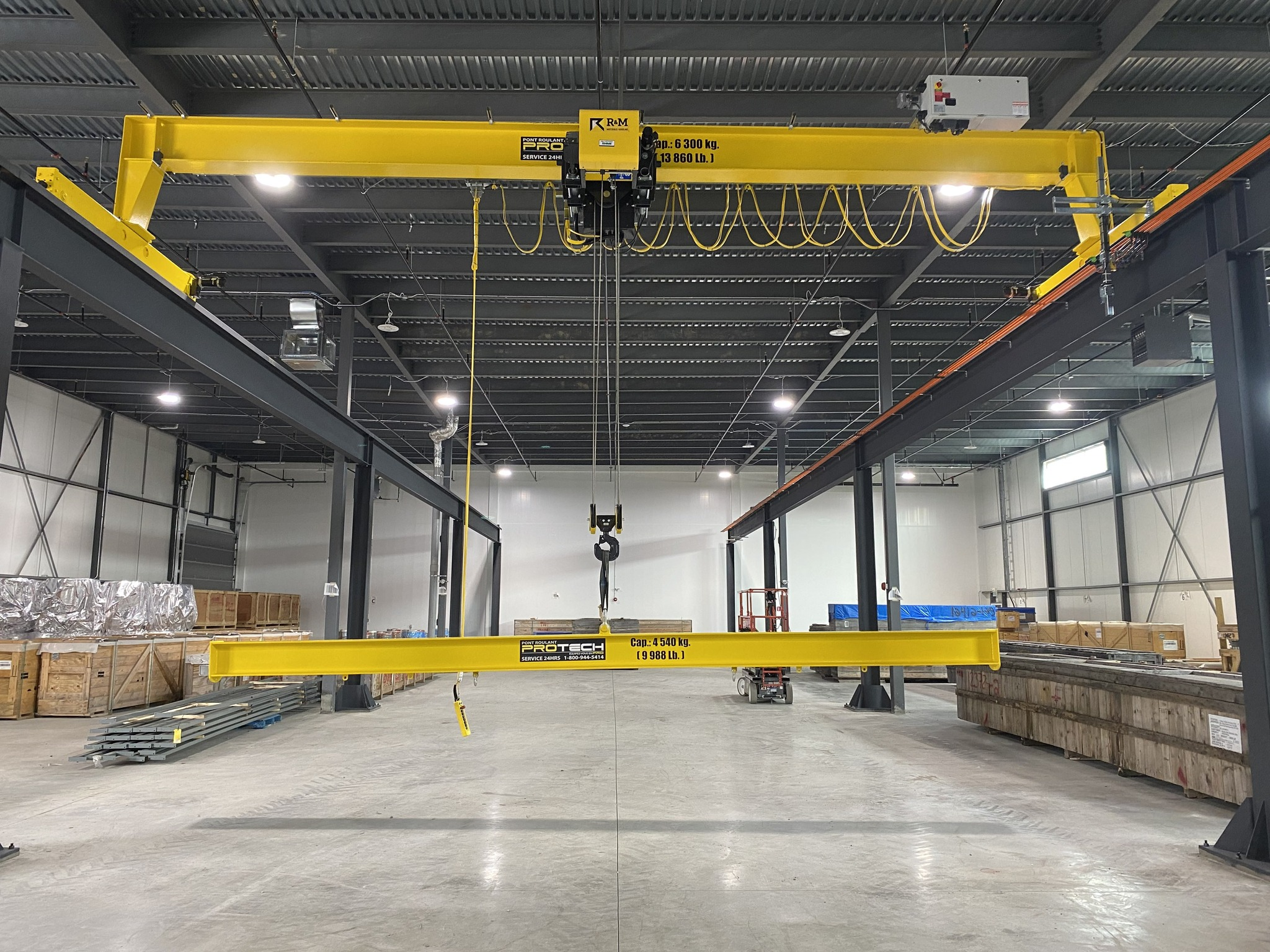
Pont roulant simple poutre.

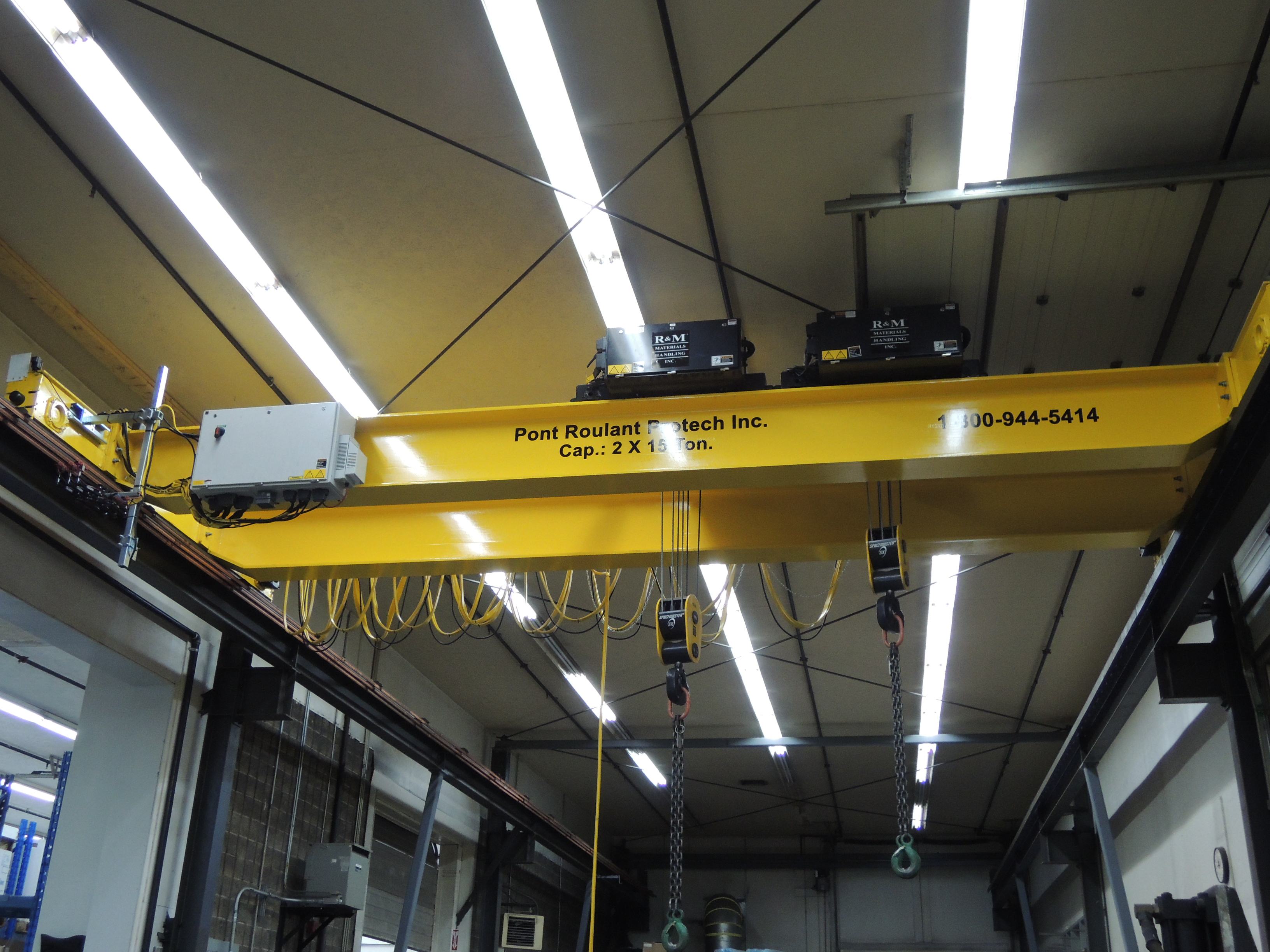
Pont double poutre.

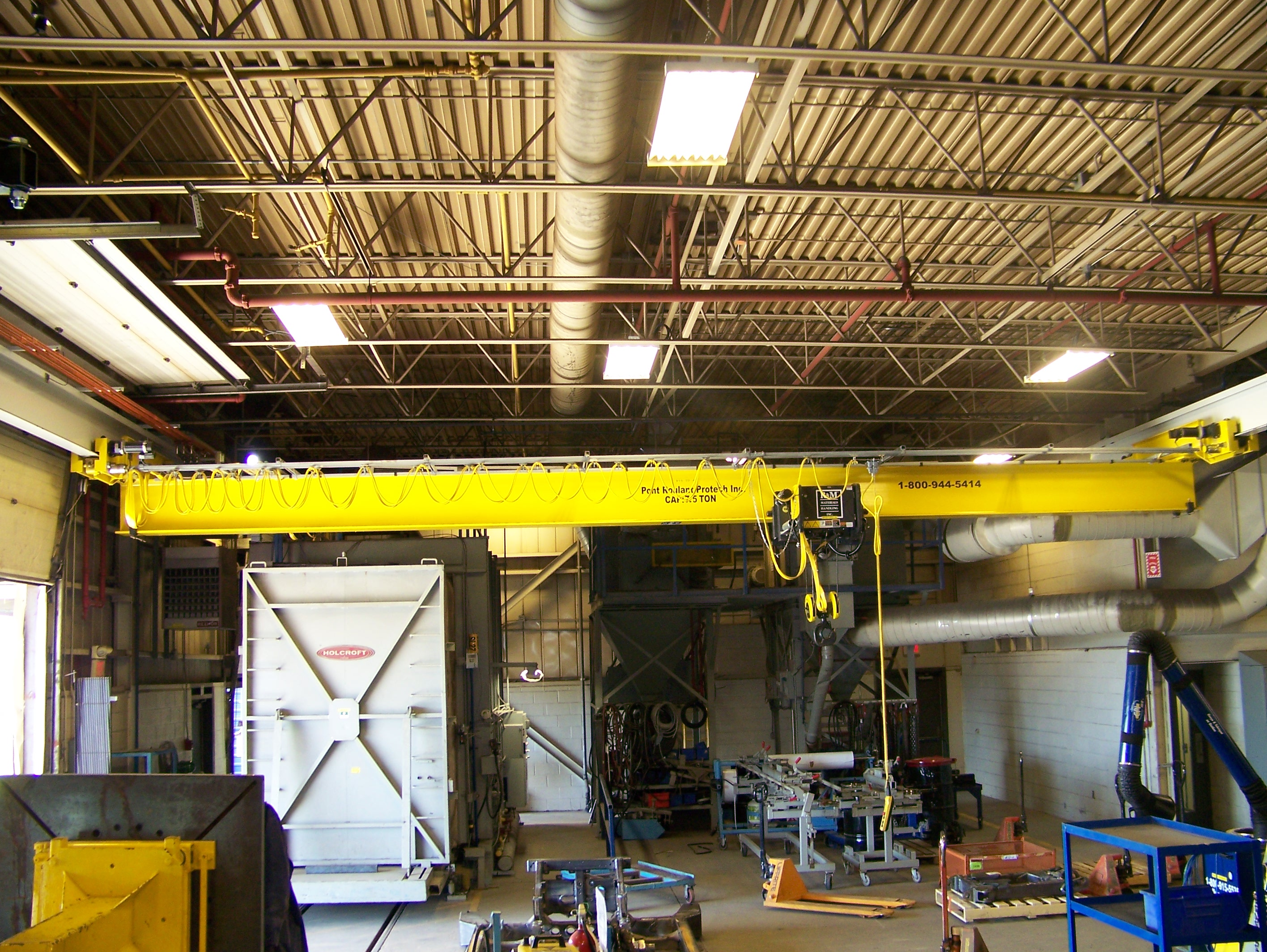
Pont suspendu.

Un pont roulant est un appareil de manutention permettant le levage et le transfert de charges lourdes. Il existe plusieurs types :
- pont roulant simple poutre : c'est le plus commun, il est généralement utilisé pour des applications légères allant jusqu’à dix tonnes ;
- pont roulant double poutre : la structure de pont roulant à double poutre est utilisée pour des applications plus lourdes allant jusqu’à 125 tonnes et pouvant atteindre plus de cent pieds de portée. Elle peut aussi être utilisée pour gagner en hauteur de levage car le palan du pont roulant double poutre est déposé sur les poutres et le crochet s’encastre entre celles-ci ;
- pont roulant suspendu : les rails d’un pont roulant suspendu sont installés au plafond du bâtiment, donc ne requièrent pas de colonnes, laissant ainsi le plancher libre d’obstacle. Pour cette raison, ce type de pont est limité en capacité.

## Structure
Le pont roulant diffère de la grue, du portique, du semi-portique, de la potence et du monorail principalement par sa conception.
Il est constitué :
- d'une structure horizontale en acier (le « pont » ou quadrilatère) se déplaçant sur deux voies de roulement ;
- de treuils ou palans suspendus ou posés ; ils permettent d'enrouler le ou les câbles ou la chaine de levage.

Chaque axe de déplacement peut être manuel ou motorisé électriquement. À l'extrémité du câble, est monté le crochet de levage, soit directement, soit par l'intermédiaire d'un moufle équipé de poulies.

## Fonctions et mobilités possibles
Les ponts roulants sont généralement installés dans des halls industriels ou leur prolongement à l'air libre. Ils permettent la manutention de la charge dans tout l'espace de ces halls. Ils sont installés en hauteur et circulent sur des rails fixés sur des poutres de roulement en acier ou béton, en encorbellement ou reposant sur des poteaux.
Les axes de déplacement principaux sont appelés :
1. Translation : axe des voies de roulement (plus grande distance) correspondant à un mouvement d'ensemble du pont ;
2. Direction : axe transversal ; généré par un déplacement du chariot ;
3. Levage : axe vertical ; levage ou descente de la charge dû à un mouvement du treuil et donc des câbles.

Sur les ponts plus spécialisés, on peut trouver des mouvements complémentaires comme la rotation, le basculement.
Les nouveaux ponts roulants sont dotés d'une technologie à variateur de fréquence (VFD).
Avec un variateur de fréquence, le pont et le chariot peuvent être programmés n'importe où dans une plage de vitesse de 40:1.
L'opérateur peut faire avancer la charge sur la voie de roulement à des vitesses plus élevées, et lorsqu'elle approche de la fin de sa course, il peut actionner un interrupteur programmé pour ralentir la grue à une vitesse prédéterminée, par exemple 10 % de la vitesse de fonctionnement maximale, afin de peaufiner le positionnement final de la charge.
Avec cette technologie, la durée de vie du frein est optimisée, tel une voiture électrique n'ayant presque jamais besoin d'utiliser ses freins.
Autrefois, les ponts utilisaient un fonctionnement à « contacteur ». Les freins mécaniques s'enclenchaient pour ralentir et arrêter le mouvement du pont. Cela use les freins avec le temps, qui pourraient nécessiter d'être remplacés tous les quelques mois, en raison de l'usure mécanique.
Un cas particulier est le « pont polaire » qui circule sur une voie de roulement non pas rectiligne mais circulaire. Il peut dans ce cas être équipé de deux sommiers ou suspendu d'un côté à un pivot au centre de la voie de roulement.
La largeur du pont correspond généralement à celle du hall industriel dans lequel il est installé. La portée du pont est la distance entre les axes des rails. L'écartement entre les rails pouvant légèrement varier, un rail assure le guidage latéral du pont. On parle de file guideuse, l'autre étant la file suiveuse.
La charge maximale d'utilisation (CMU) est mentionnée sur le pont en kN (10 kN correspondent à 1 tonne).

## Pilotage
Sur un petit pont roulant, la conduite de l'engin se fait par télécommande ou radiocommande ; les gros ponts possèdent souvent une cabine de conduite, mais ils peuvent également être pilotés depuis le sol par une télécommande.
Les ponts automatisés n'ont pas de pilote en atelier mais ils sont commandés depuis une salle de commande centralisée parfois très éloignée du pont roulant. Dans ce cas un système vidéo composé de caméras et de moniteurs permet si nécessaire d'assurer une surveillance humaine.
Il peut y avoir plusieurs ponts dans une même travée, chacun d'eux est alors protégé par un système anti-collision.
Pour répondre aux exigences de productivité dans les usines, les halls ou les ports, les ponts roulants doivent être en mesure d’effectuer rapidement des déplacements de grande précision. Au-delà du simple positionnement du chariot du pont roulant au-dessus de la cible souhaitée, la principale difficulté rencontrée pour un tel déplacement est de maîtriser le balancement de la charge. De telles oscillations compromettent en effet la sécurité des opérateurs travaillant à proximité et risquent également d’endommager les pièces déplacées et leur environnement. De plus, l’existence de ces oscillations entraîne une perte de temps non négligeable qui peut avoir des répercussions économiques.
C’est pour répondre à ce problème que différentes méthodes de commande anti-ballant sont mises en place sur les ponts roulant. Il en existe essentiellement quatre :
1. L'anti-ballant mécanique empêche les oscillations grâce à la présence de câbles attachés à la charge[1] ;
2. L'anti-ballant est effectué manuellement par un opérateur ;
3. L'anti-ballant actif : il s’agit d’un asservissement en boucle fermée sur la position angulaire de la charge et sur la position du chariot dans l’espace. Le principe consiste à prendre en compte la réponse du système mesurée en temps réel par des capteurs pour générer la consigne de commande[1] ;
4. À l'inverse de l’anti-ballant actif, la mise en place d’un anti-ballant passif ne nécessite pas de mesures particulières. Cette stratégie de commande est basée sur une étude théorique qui détermine les caractéristiques que la commande doit vérifier pour annuler les oscillations. Cette méthode ne permet pas de prendre en compte d’éventuelles perturbations (exemple : coup de vent en milieu extérieur)[1].

## Typologie
Le pont roulant est constitué d'une ou deux poutres longitudinales reposant à chaque extrémité sur un chariot appelé sommier équipé de roues se déplaçant sur un rail. Les ponts pour faibles charges sont mono-poutre, les autres à double poutre. On trouve exceptionnellement des ponts à quatre poutres, comme dans les aciéries où de tels engins sont capables de lever plusieurs centaines de tonnes. Les poutres de grande dimension peuvent être « habitables » c'est-à-dire que le personnel peut y pénétrer et qu'elles contiennent des équipements de commande.
Un pont roulant de grande taille est constitué :
- d'un quadrilatère, structure constituée de :
  - sommiers équipés de galets (roues) assurant le déplaçant sur l'une et l'autre des voies de roulement,
  - deux poutres reliant les sommiers et supportant le chariot ;
- d'un chariot ou plusieurs se déplaçant sur les poutres du quadrilatère et équipé d'un ou deux palans ou treuils permettant d'enrouler le câble de levage ;
- d'une ou d'un moufle reprenant les accessoires de levage à l'extrémité basse des câbles.

Selon la charge, chaque sommier peut reposer sur deux galets ou deux bogies de deux galets. Certains ponts ont deux sommiers à deux galets par côté (un par poutre) reliés par une biellette. Si les galets porteurs n'ont pas de joues, deux paires de galets horizontaux assurent le guidage du pont côté file guideuse. Des dispositifs anti-déraillement ou anti-envol peuvent être ajoutés. Ces derniers peuvent prévenir un déraillement, notamment du chariot en cas de rupture dans la chaîne de levage ou en cas de séisme.
Les ponts roulants sont utilisés pour les manutentions dans les parcs à matières premières, à produits finis (parcs à fers) dans les gros halls de stockage (déchargements de péniches ou de wagons, rechargements de camions). On utilise des ponts roulants, parfois associés par deux, dans le cadre de différentes phases d'élaboration de pièces mécaniques par exemple pour le forgeage de pièces d'acier de grande dimension. Ils peuvent être équipés pour les manutentions particulières, de pinces, de godets, de grappins, d'électroaimants, de bras manipulateurs.
Ils fonctionnent à l'énergie électrique.
Il existe pour les industries lourdes de très gros modèles capables de lever des charges de plusieurs centaines de tonnes telles que les poches de fonte ou d'acier liquide dans les aciéries.